# Remembrance Stones auf Ibiza

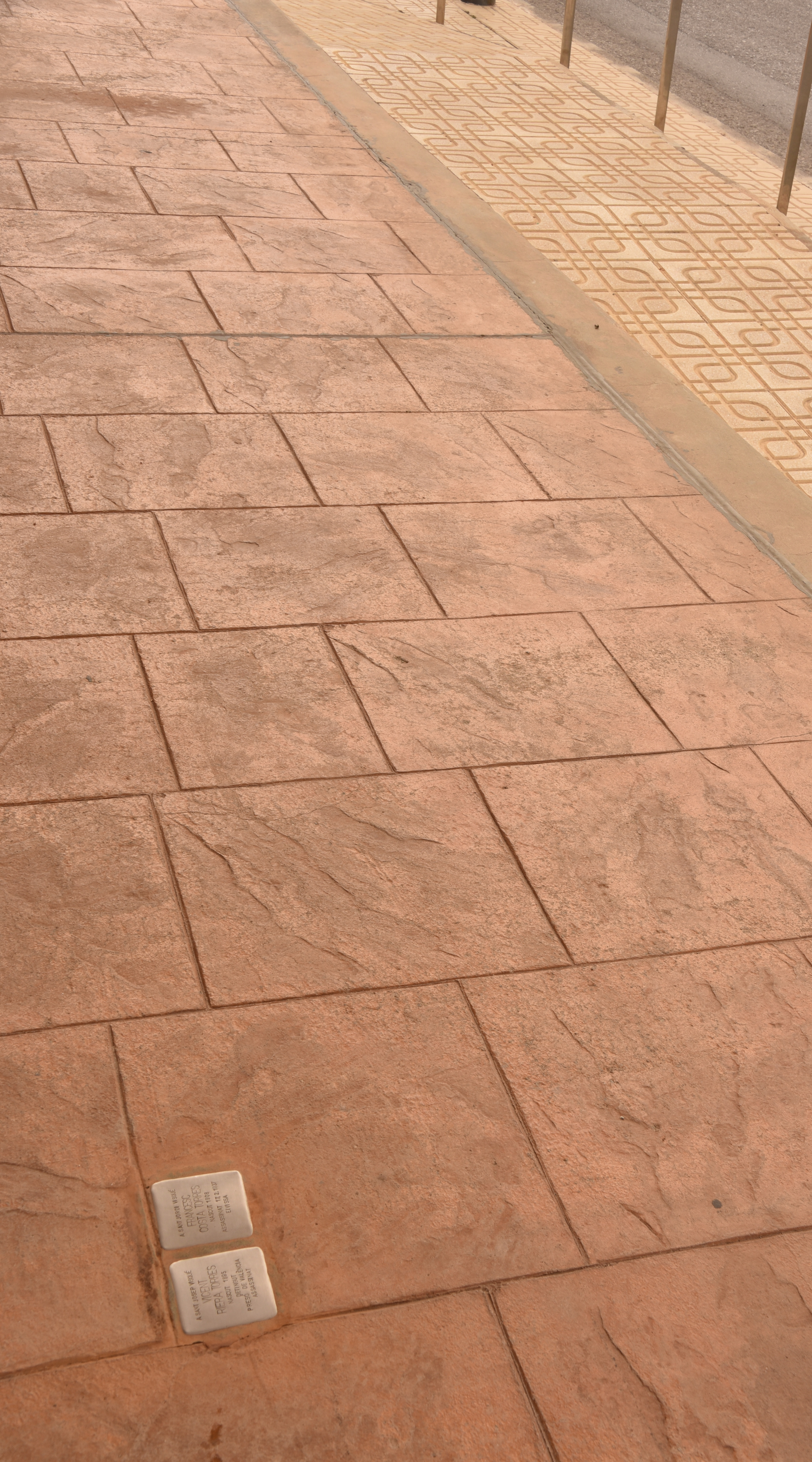
Remembrance Stones in Sant Jordi de ses Salines

Die Remembrance Stones auf Ibiza sind Erinnerungssteine, die vom Kölner Künstler Gunter Demnig unter dem Namen Remembrance Stones auf der spanischen Insel Ibiza verlegt wurden und werden. Remembrance Stones erinnern an das Schicksal der Menschen, die von den Franquisten ermordet, deportiert, vertrieben oder in den Suizid getrieben wurden. Im Gegensatz zu den Stolpersteinen, die Opfern des NS-Regimes gewidmet sind, aus Messing gefertigt wurden und golden glänzen, sind die Remembrance Stones silberfarben. Sie liegen im Regelfall vor dem letzten selbstgewählten Wohnsitz des Opfers.
Die ersten Verlegungen von Remembrance Stones auf Ibiza erfolgten am 24. Februar 2023. Auf Spanisch werden sie auch piedras de la memoria (Erinnerungssteine) genannt.

## Verlegte Remembrance Stones
Auf der Insel Ibiza wurden bisher sieben Remembrance Stones an sechs Adressen verlegt.
| Bild | Übersetzung                                                                             | Verlegeort                                                  | Name, Leben                       |
| ---- | --------------------------------------------------------------------------------------- | ----------------------------------------------------------- | --------------------------------- |
|      | IN SANT JORDI LEBTE FRANCESC COSTA TORRES GEBOREN 1908 ERMORDET 17.2.1937 EIVISSA/IBIZA | Carrer de la Plaça Major, 9 Sant Jordi de ses Salines       | Francesc Costa Torres (1908–1937) |
|      | HIER LEBTE BÀRBARA GARCIA DORETO GEBOREN 1907 ERMORDET 2.10.1936 EIVISSA/IBIZA          | Carrer d'Eivissa, 4 Sant Miquel de Balansat                 | Bàrbara Garcia Doreto (1907–1936) |
|      | IN IBIZA-STADT LEBTE JOAN GÓMEZ RIPOLL GEBOREN 1888 ERMORDET 30.9.1942 PALMA            | Calle Josep Verdera, 10 Eivissa/Ibiza                       | Joan Gómez Ripoll (1888–1942)     |
|      | IN IBIZA-STADT LEBTE VICENT MARÍ CARDONA GEBOREN 1888 ERMORDET 6.10.1936 IBIZA          | Passeig de Vara de Rey 1 Eivissa/Ibiza                      | Vicent Marí Cardona (1888–1936)   |
|      | HIER LEBTE EULÀRIA MARÍ TORRES GEBOREN 1908 VERHAFTET ERMORDET 2.10.1936 EIVISSA/IBIZA  | Carrer Mossèn Vicent Ferrer i Guasch Sant Joan de Labritja  | Eulària Marí Torres (1908–1936)   |
|      | IN SANT ANTONI LEBTE ANTONI RAMÓN PRATS GEBOREN 1901 ERMORDET 21.1.1937 IBIZA           | carrer Progrés/passeig de Ses Fonts Sant Antoni de Portmany | Antoni Ramón Prats (1901–1937)    |
|      | IN SANT JOSEP LEBTE VICENT RIERA TORRES GEBOREN 1908 VERHAFTET NAHE VALÈNCIA ERMORDET   | Carrer de la Plaça Major, 9 Sant Jordi de ses Salines       | Vicent Riera Torres c(1895-)      |

## Verlegedatum

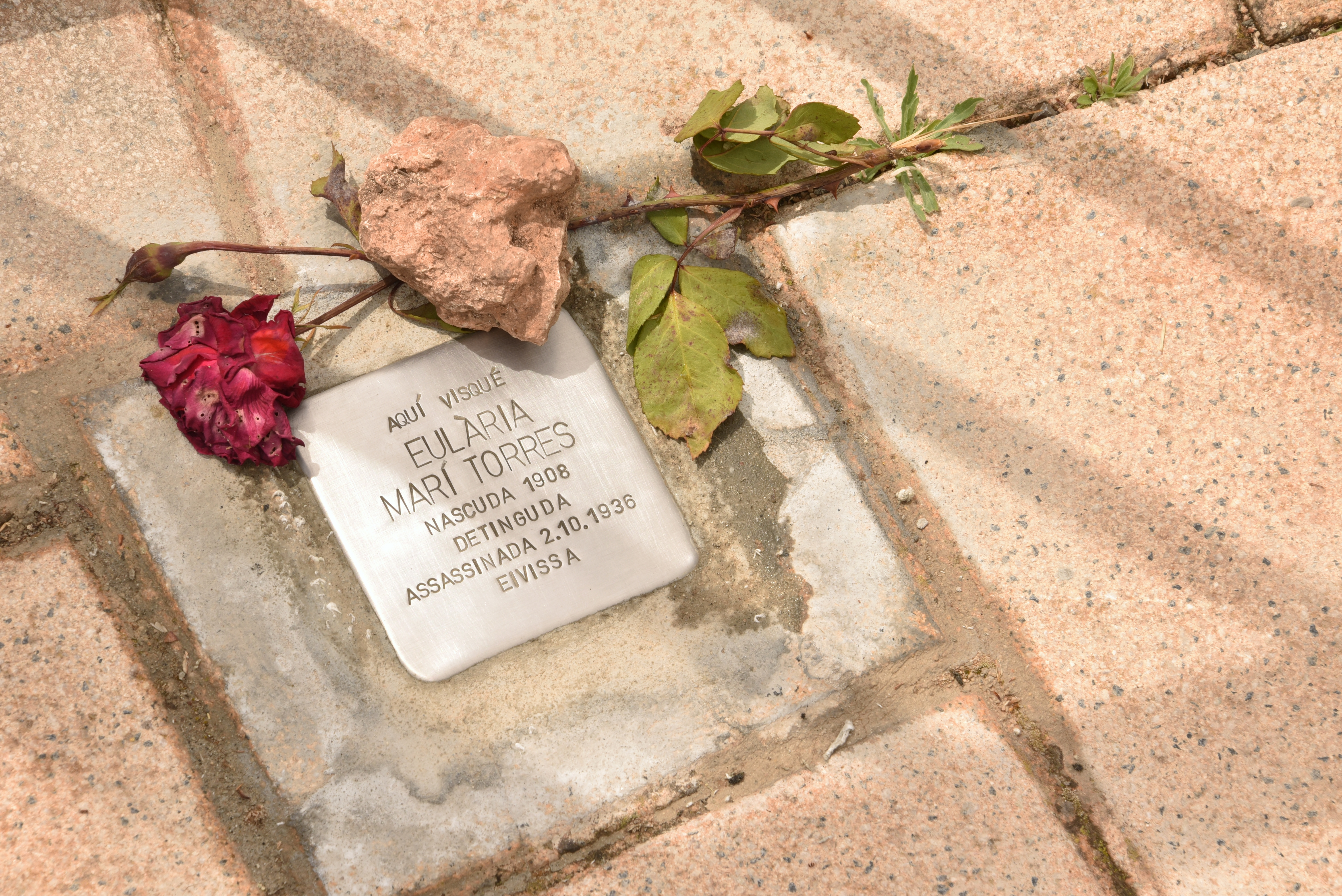
Remembrance Stone in Sant Joan de Labritja

- 24. Februar 2023[4]